# حفاظ‌گذاری الکترومغناطیسی

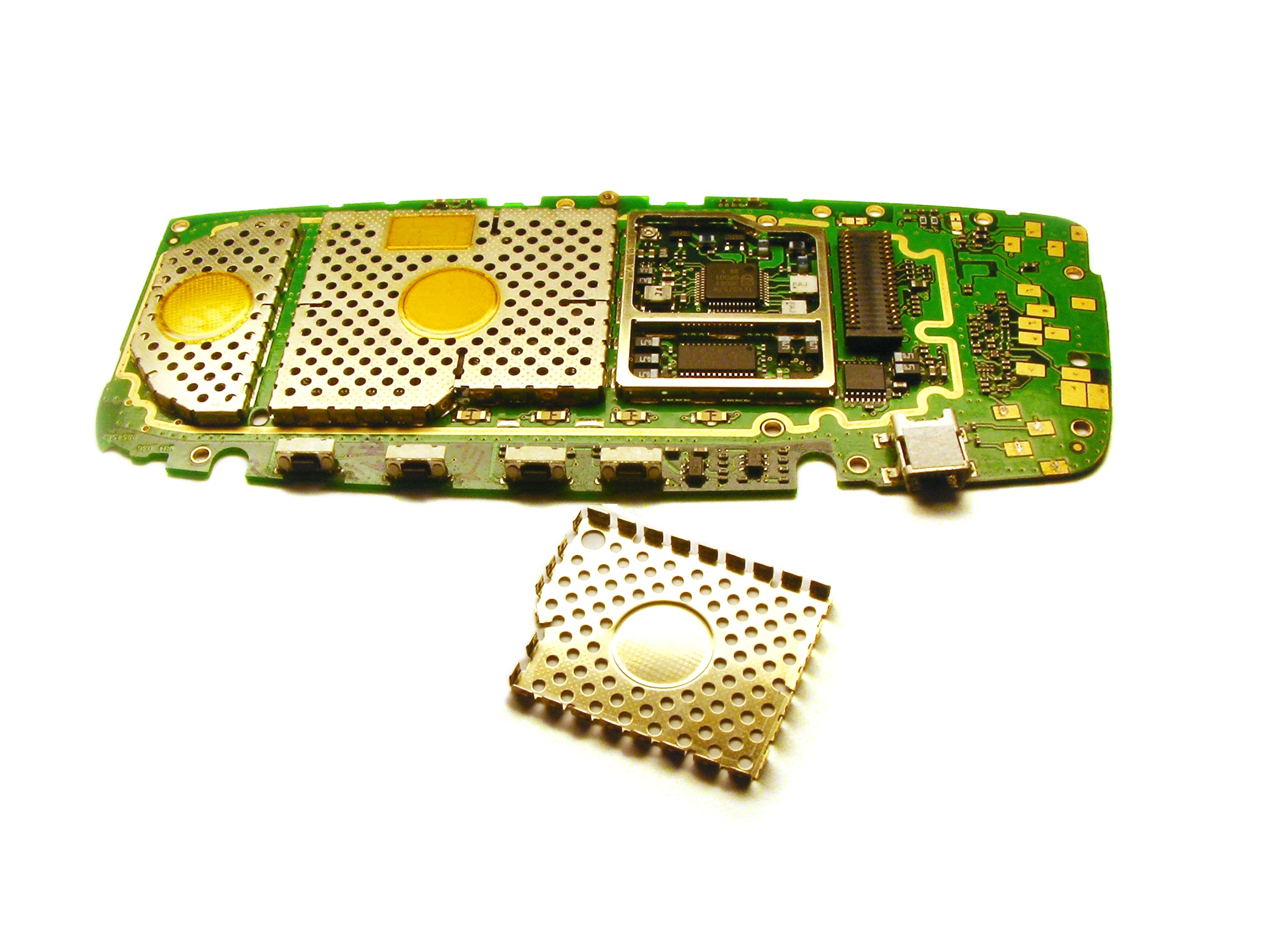
نمایی از قفس‌های محافظ الکترومغناطیسی درون یک تلفن‌همراه بازشده.

حفاظ‌گذاری الکترومغناطیسی یا شیلدگذاری الکترومغناطیسی (به انگلیسی: Electromagnetic shielding)  عمل کاهش میدان الکترومغناطیسی موجود در فضا است که با مسدودکردن میدان با موانع ساخته شده از مواد رسانا یا مغناطیسی انجام می شود. این حفاظ به طور معمول برای محصور کردن وسایل الکتریکی و کابل های برق از محیط اطراف خود استفاده می شود.
حفاظ‌گذاری مغناطیسی برای اندازه گیری میدان‌های بسیار ضعیف در بسیاری از صنایع مانند تجهیزات تشخیص پزشکی اهمیت بسیار زیادی دارد. در این راستا استفاده از حفاظ‌گذاری میدان مغناطیسی ایستا روشی معمول در جهت کاستن از میدان مغناطیسی ناخواسته در این تجهیزات است.